# Free-Ai-Weiwei-Street-Art-Kampagne

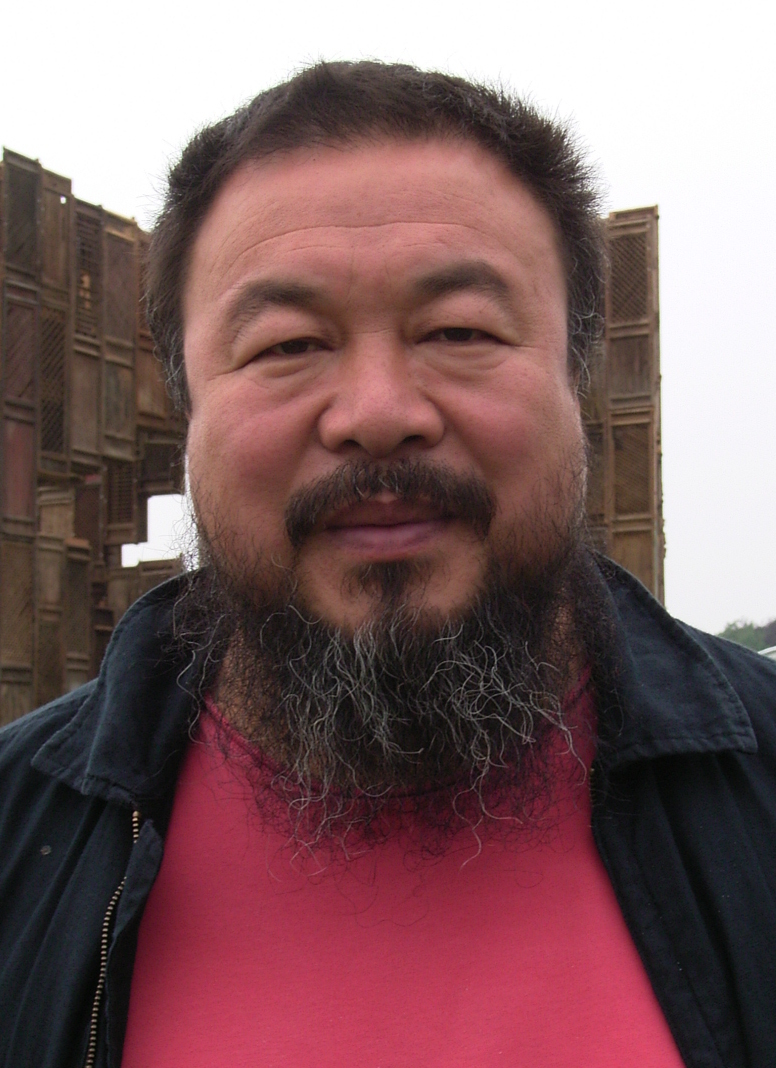
Ai Weiwei

Die Free-Ai-Weiwei-Street-Art-Kampagne ist eine Protestaktion gegen die Inhaftierung des chinesischen Künstlers und Regimekritikers Ai Weiwei. Dieser wurde am 3. April 2011 am Flughafen in Peking verhaftet. Bereits wenige Tage später begannen Hongkonger Künstler eine Street-Art-Kampagne, die sich schnell auch international ausbreitete. Die Sätze „Free Ai Weiwei“ und „Who’s afraid of Ai Weiwei?“ wurden zu den bekanntesten Slogans der Protestanten.

## Verhaftung
Bereits seit Februar 2011 kam es in China vermehrt zu Protesten und Demonstrationen von regimekritischen Aktivisten. Genannt werden die Demonstrationen ab dem Februar die Jasmin-Revolution. Der Name bezieht sich auf eine Revolution gegen das Regime in Tunesien, die nur wenige Monate zuvor begann und die die chinesische Regierung zunehmend nervös machte. Deshalb kam es in dieser Zeit zu zahlreichen Verhaftungen und Exilen, vor allem unter Intellektuellen. Die Verhaftung Ai Weiweis ist wohl eine der bekanntesten. Die offiziellen Gründe seiner Verhaftung waren angebliche wirtschaftliche Delikte sowie Vernichtung von Beweisen und Verbreitung von Pornographie. Trotzdem war es unter Dissidenten und Anhängern Ai Weiweis ein offenes Geheimnis, dass der wahre Grund seiner Verhaftung seine öffentlich zur Schau gestellte Meinung über das chinesische Regime ist. Das chinesische Regime fürchtete die Demonstrationen so sehr, dass sie das Wort „Jasmin“ verbot, genauso wie den Verkauf der Blume in den Läden.
Bis heute ist der Festhaltungsort von Ai Weiwei unbekannt, nicht einmal seine Familie wusste etwas über seinen Verbleib. Diese Ungewissheit über Ai Weiweis Schicksal löste die ersten Protestaktionen in Hongkong bereits wenige Tage nach seiner Gefangennahme aus.

## Tangerine
Der erste Street-Art-Protest nach der Verhaftung stammte von Chin Tang, einer damals 22 Jahre alten Studentin aus Hongkong, die sich unter dem Decknamen Chin Tangerine verbirgt. Sie sprühte in den Nächten überall in Hongkong ihre Schablone auf Mauern und Gehwege. Diese Schablone zeigt den Kopf Ai Weiweis, unter dem die Worte „Who’s Afraid of Ai Weiwei?“ auf Englisch oder Chinesisch prangen.  Sie selbst wollte mit ihrer Aktion ihre Mitmenschen auf die Verhaftung Ai Weiweis aufmerksam machen: 
„He’s one of the most prominent contemporary artists in the world right now. And if he can be arrested, then there’s no identity we can hide behind: Being a Hong Kong citizen doesn’t help anymore; being rich or social status doesn’t help. There’s no shield anymore against this very naked power that’s trying to engulf us.“
Diese Aufmerksamkeit wollte die Polizei verhindern, indem die Straßenreinigung bereits wenige Stunden nach dem Entstehen der Schablonen diese bereits entfernte. Doch Tangerine selbst ist der Meinung, dass ihr dies erst zur gewünschten Bekanntheit verhalf:
“I have to thank the police for drawing so much attention to this issue. Even if I have to go to jail, I think that would be a very, very worth it price to pay.”
Ihre Schablone wurde innerhalb kürzester Zeit so berühmt, dass sich viele andere Menschen in Hongkong die Schablone herunterluden und sie ebenfalls überall in der Stadt sprühten oder sie auf Demonstrationen verwendeten. 

## Ausbreitung der Kampagne

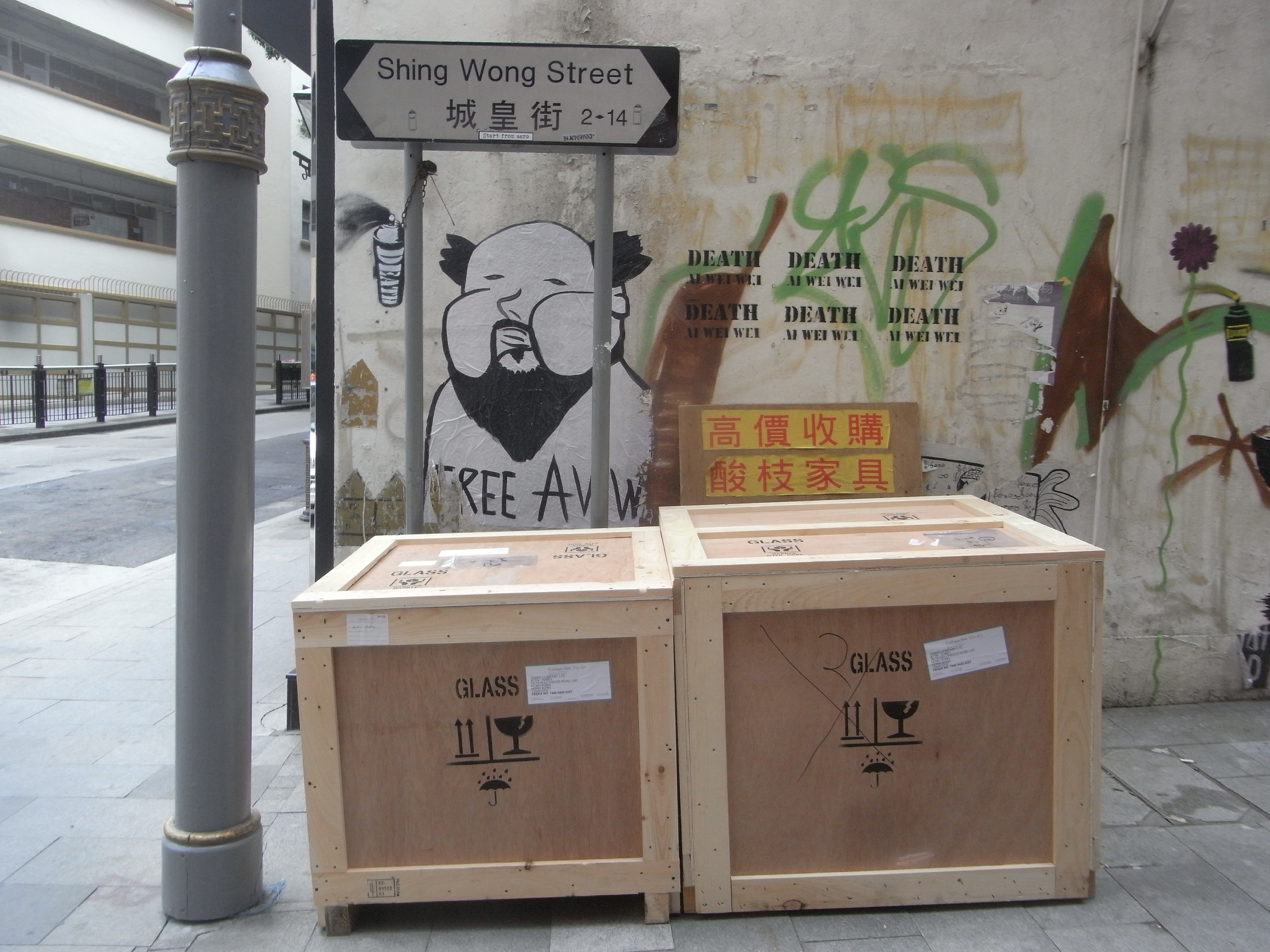
Beispiel Free Ai Weiwei-Plakat

Auch viele andere Künstler aus Hongkong schlossen sich Tangerines Street-Art-Aktion aus, sodass schon bald eine Kampagne entstand, die sich rasch international ausbreiten sollte.
Cpak Ming, ebenfalls ein Künstler aus Hongkong, beteiligte sich an der Kampagne durch „flash grafftiti“. Er projizierte ein stark vergrößertes Bild von Ai Weiwei für einige Sekunden an bekannte Gebäude in Hongkong. Hierfür verwendete er Tangerines bekannte Schablone.
Ein bekanntes Plakat, das im Zuge der Street-Art-Kampagne entstand, war das Love-The-Future-Plakat. Dieses Plakat war besonders bei chinesischen Demonstranten beliebt, da es einen versteckten Protest ermöglichte. Das Plakat zeigt eine stark reduzierte Darstellung von Ai Weiwei in Schwarz und Weiß, darunter stehen in weißer Farbe auf rotem Grund drei chinesische Schriftzeichen. Diese bedeuten auf Englisch übersetzt „Love the Future“, wobei die chinesischen Zeichen in ihrer Aussprache sehr ähnlich sind zur Aussprache des Namens „Ai Weiwei“. Somit ist es möglich, den Protest hinter der ambivalenten Aussage zu verstecken. Das Plakat nimmt Bezug zu einem von Shepard Fairey gestalteten Sticker seiner „Obey Giant“-Kampagne, die auf den Wrestler André the Giant zurückgeht. 

## International

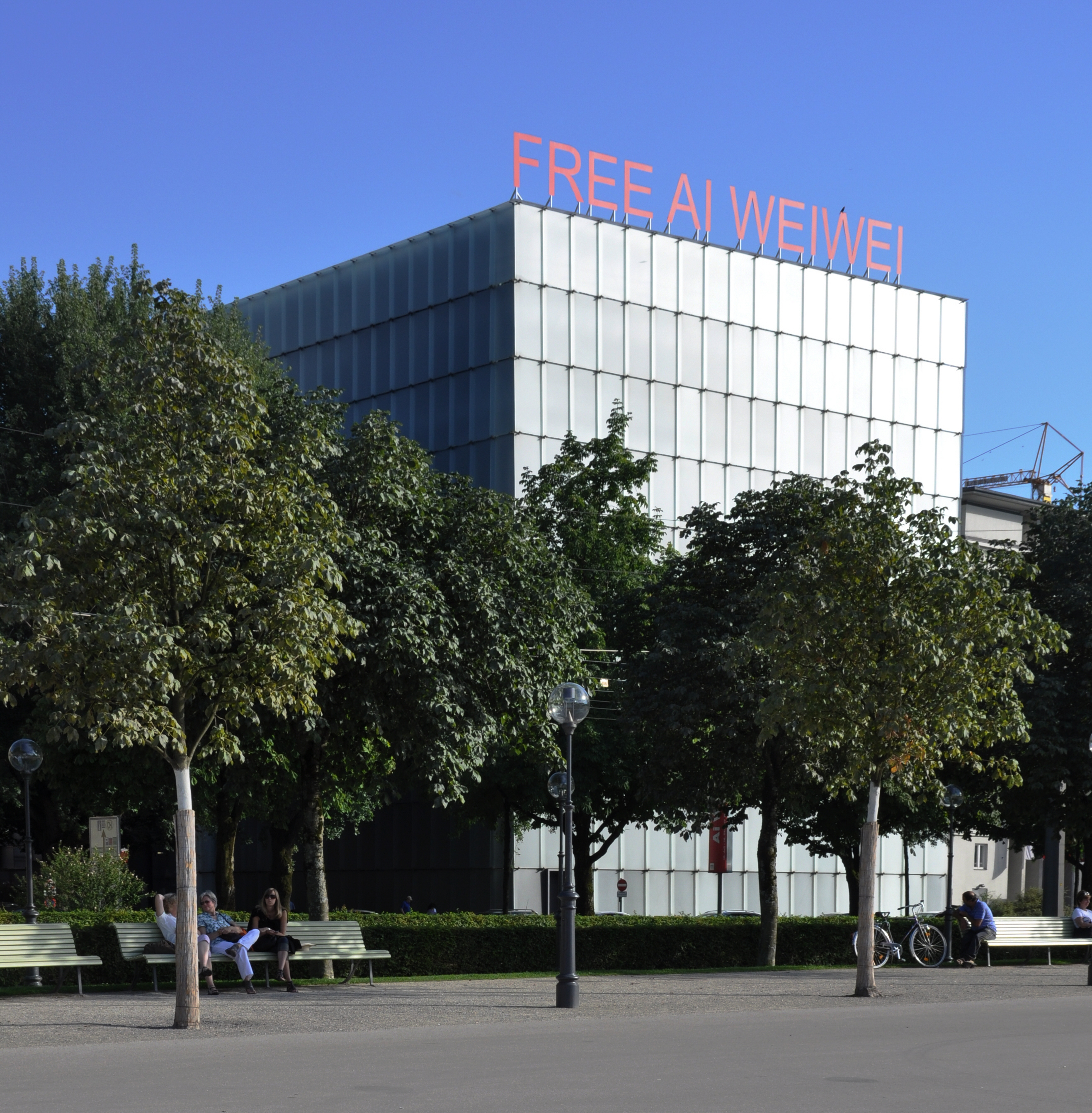
Fassade des Kunsthauses Bregenz mit Solidaritätsbekenntnis

Schnell beteiligten sich Menschen auf der ganzen Welt an der Kampagne, da Ai Weiwei vor allem auch im Westen für seine Kunst bekannt ist. Zahlreiche Plakate und Graffiti tauchten überall auf der Welt auf. 
Auf Facebook die Aktion „1001 Chairs for Ai Weiwei“ ins Leben gerufen. Angelehnt ist diese an Ai Weiweis „Fairytale“ auf der Documenta 2007, von der wir letzte Woche etwas hören durften. Wie ihr wisst, stand jeder Stuhl aus der Qing-Dynastie für einen der Menschen, denen Ai Weiwei den Besuch der Documenta ermöglichte, wobei er selbst der 1001. Ist. Bei der Protestaktion ging es nun darum, dass sich am 17. April 2011 um 13.00 Uhr Menschen überall auf der Welt sich mit Stühlen vor chinesische Konsulate setzen, um gemeinsam friedlich zu demonstrieren. Mit „Fairytale“ half Ai Weiwei 1000 Menschen, und nun setzen sich 1000 Menschen für ihn ein. Allerdings beteiligten sich nicht ganz 1000 Menschen daran, es kamen nur einige hundert an verschiedenen Konsulaten der Welt zusammen.
Auch namhafte Museen und Galerien beteiligten sich an der Kampagne. Hierzu zählen beispielsweise die Tate Modern Gallery in London, die an ihrer Fassade den Slogan „Release Ai Weiwei“ anbrachte. Ai Weiwei stellte im Jahr 2009 in der Tate Modern seine Sunflower Seeds aus. Auch die Lisson Gallery, das Guggenheim Museum und das Museum of Art in New York sprechen sich gegen seine Verhaftung aus und organisierten zum Teil Unterschriftenaktionen.
Besonders das Kunsthaus Bregenz zeigte die Solidarität gegenüber Ai Weiwei deutlich. Wie die Tate Modern hat auch das Kunsthaus einen deutlichen Satz an seiner Fassade angebracht. Der Satz „Free Ai Weiwei“ wurde in großen, roten Buchstaben hoch oben an der Fassade angebracht. Zudem bat das Kunsthaus sechs bekannte Künstler, die bereits beruflich oder privat mit Ai Weiwei zu tun hatten, ein Plakat für eine Werbefläche zu gestalten. Dazu zählten Franz West, Olafur Eliasson, Jenny Holzer, Barbara Kruger, Luc Tuymans und Rirkrit Tiravanija. Einige der Künstler wählten klare Aussagen, andere zeigten ihre Solidarität durch eher abstrakte Plakate.
Am 22. Juni 2011 wurde Ai Weiwei schließlich freigelassen, durfte Peking jedoch ein Jahr lang nicht verlassen.